# Christus' Hemelvaartkerk (Grave)

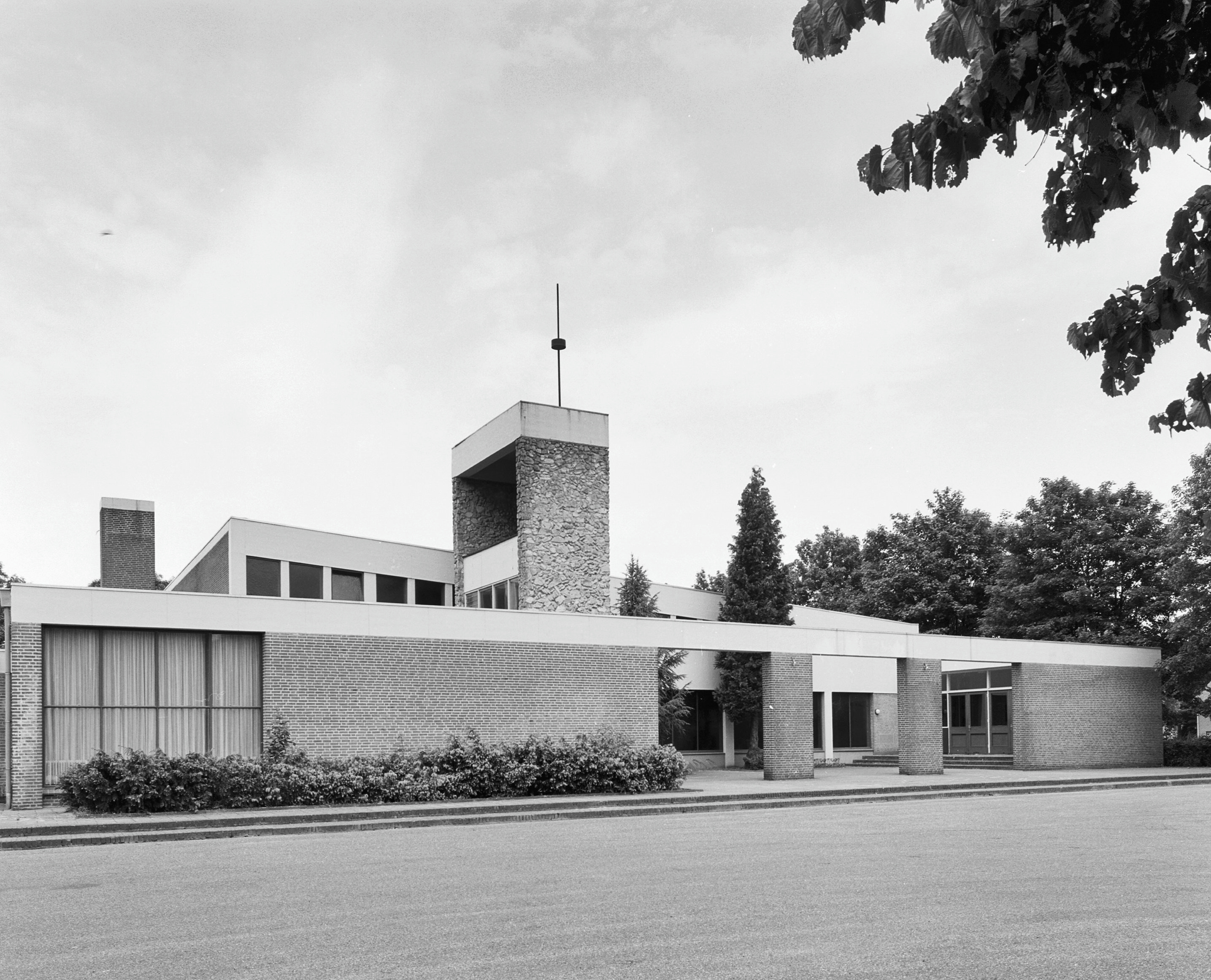
Christus' Hemelvaartkerk

De Christus' Hemelvaartkerk was een katholiek kerkgebouw in de Noord-Brabantse gemeente Land van Cuijk, gelegen aan de Doctor Wierstraat 1.

## Geschiedenis
Pas nadat in 1942 de Beerse Overlaat was opgeheven kon er ten westen van Grave een woonwijk verrijzen. Deze kerk werd in 1962 gebouwd voor de nieuwe wijken De Mars en De Zitterd. Architect was J.A. de Reus. Het was de tweede parochiekerk van Grave en bezat maar liefst 980 zitplaatsen. Door de ontkerkelijking nam het aantal kerkgangers af. In 2001 werd de kerk onttrokken aan de eredienst en in 2005 werd hij gesloopt.

## Gebouw
Het betrof een kerkgebouw in baksteen en beton in de stijl van het naoorlogs modernisme. De kerk werd gekenmerkt door een plat dak, een bakstenen open klokkentoren op rechthoekige plattegrond en een binnenhof.